# Inspark
Se även nollning.

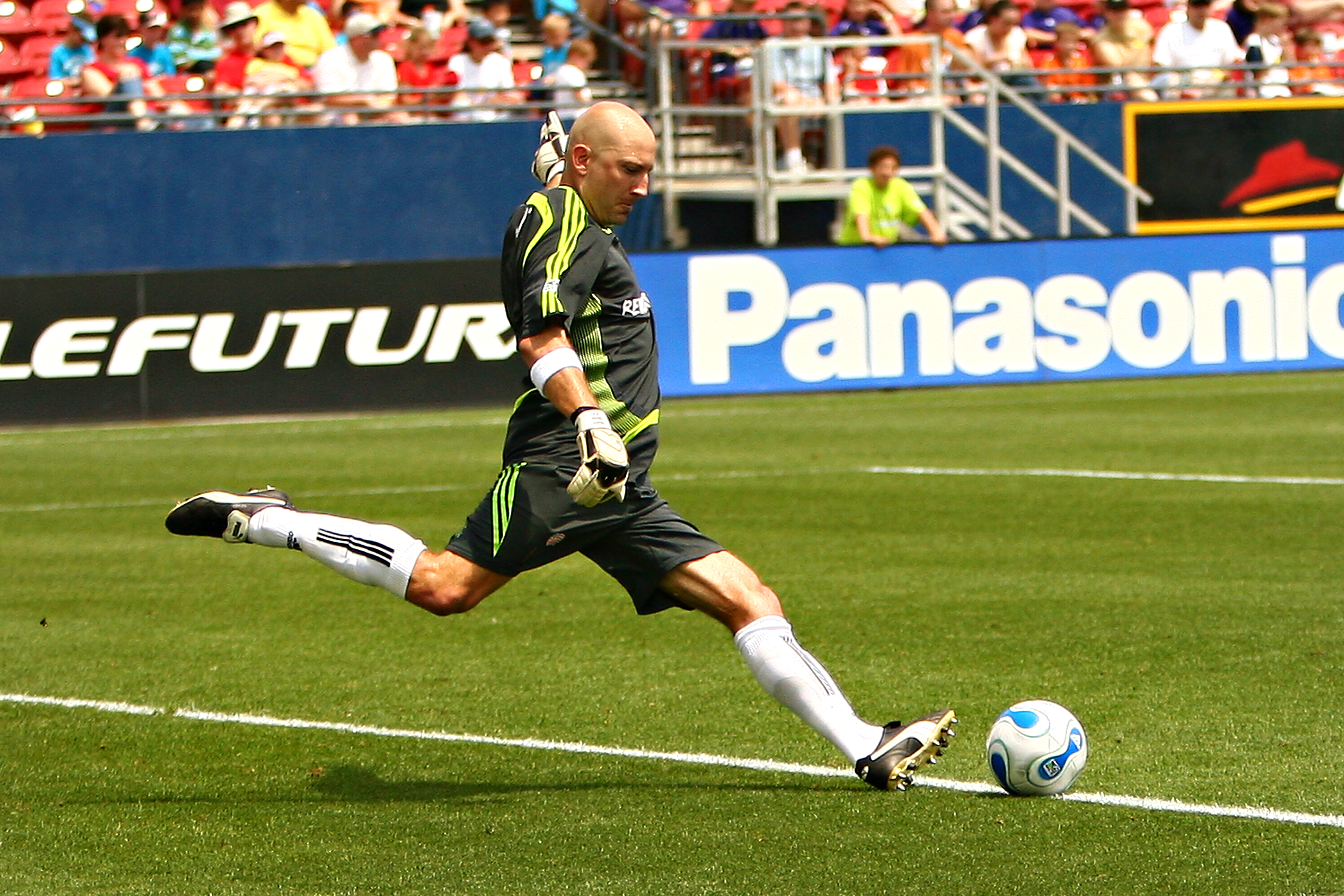
En målvakt gör en inspark.

Inspark är ett sätt att återuppta spelet i fotboll då spelet stoppats på grund av att bollen passerat den förlängda mållinjen (kortlinjen) efter att en anfallande spelare varit den sista att vidröra bollen. Inspark döms även om en indirekt frispark eller ett nedsläpp går i mål efter en anfallande spelare varit den sista och enda spelaren som vidrört bollen sedan spelets igångsättande (med nedsläpp eller den indirekta frisparken). Normalt är det målvakten som gör inspark genom att placera bollen på en punkt i eget målområde, ska ej förväxlas med straffområde, och sparka den in på planen. Andra spelare i laget får dock också slå insparken, det kan till exempel ske om målvakten på grund av skada har problem att sparka bollen. I de befintliga 17 fotbollsreglerna har regeln för inspark ordningstalet sexton (16).

## Historik
De fotbollsregler som gäller idag härstammar från den första uppsättningen med 14 regler som det engelska fotbollsförbundet, Football Association, gav ut den 8 december 1863. Förbundet bestod av 13 Londonklubbar som ville skapa enhetliga regler för fotboll som spelades i många lokala varianter över hela landet.

## Nuvarande regel
En inspark är en fast situation i fotboll som används för att återuppta spel efter det att bollen har spelats över kortsidan (utanför mål) av en anfallande spelare. Inspark döms även när en indirekt frispark eller ett nedsläpp går i mål efter en anfallande spelare varit den sista och enda spelaren som vidrört bollen sedan spelets igångsättande (med nedsläpp eller den indirekta frisparken).
Den nuvarande regeln för inspark lyder i sammandrag
Inspark

En inspark är ett sätt att återuppta spelet.
- Inspark döms när hela bollen passerar över mållinjen, på marken eller i luften efter att sist ha vidrört en spelare i det anfallande laget och mål inte gjorts enligt Regel 10 (Hur mål görs).
- Mål kan göras direkt från inspark, men bara på motståndarlaget.

Tillvägagångssätt
- Bollen sparkas från någon plats i målområdet av en spelare från det försvarande laget
- Motspelarna måste stanna utanför straffområdet tills bollen är i spel
- Den som lägger insparken får inte spela bollen igen förrän den har vidrört en annan spelare
- Bollen är i spel när den sparkats och tydligt rör sig.[4] Denna regel ändrades 2019, tidigare fick ingen ta emot bollen innanför straffområdet utan spelare var tvingade att vänta tills bollen har passerat straffområdeslinjen.

Regelbrott/bestraffningar

Om bollen inte sparkas direkt ut ur straffområdet från en inspark eller tas emot innanför straffområdet av någon spelare (lag kvittar)...
- ...ska insparken göras om

Inspark utförd av annan spelare än målvakten

Om den som lägger insparken, efter att bollen är i spel, vidrör bollen igen (utom med händerna) innan den vidrört en annan spelare...
- ...ska en indirekt frispark tilldömas motståndarlaget på den plats där förseelsen begicks (se Regel 13 – Frisparksplatser)